# Vourles
Vourles és un municipi francès situat al departament del Roine i a la regió d'Alvèrnia-Roine-Alps. L'any 2007 tenia 3.045 habitants.

## Demografia

### Població
El 2007 la població de fet de Vourles era de 3.045 persones. Hi havia 1.016 famílies de les quals 172 eren unipersonals (76 homes vivint sols i 96 dones vivint soles), 272 parelles sense fills, 484 parelles amb fills i 88 famílies monoparentals amb fills.
La població ha evolucionat segons el següent gràfic:
Habitants censats

### Habitatges
El 2007 hi havia 1.074 habitatges, 1.034 eren l'habitatge principal de la família, 9 eren segones residències i 31 estaven desocupats. 885 eren cases i 188 eren apartaments. Dels 1.034 habitatges principals, 820 estaven ocupats pels seus propietaris, 193 estaven llogats i ocupats pels llogaters i 21 estaven cedits a títol gratuït; 5 tenien una cambra, 57 en tenien dues, 103 en tenien tres, 222 en tenien quatre i 647 en tenien cinc o més. 917 habitatges disposaven pel capbaix d'una plaça de pàrquing. A 372 habitatges hi havia un automòbil i a 628 n'hi havia dos o més.

### Piràmide de població
La piràmide de població per edats i sexe el 2009 era:
| Homes | Edats   | Dones |
| ----- | ------- | ----- |
| 0     | 95 o +  | 4     |
| 0     | 90 a 94 | 28    |
| 8     | 85 a 89 | 28    |
| 12    | 80 a 84 | 12    |
| 44    | 75 a 79 | 32    |
| 24    | 70 a 74 | 36    |
| 28    | 65 a 69 | 40    |
| 44    | 60 a 64 | 36    |
| 72    | 55 a 59 | 56    |
| 92    | 50 a 54 | 116   |
| 120   | 45 a 49 | 76    |
| 132   | 40 a 44 | 104   |
| 116   | 35 a 39 | 180   |
| 88    | 30 a 34 | 80    |
| 64    | 25 a 29 | 44    |
| 48    | 20 a 24 | 72    |
| 100   | 15 a 19 | 92    |
| 136   | 10 a 14 | 100   |
| 140   | 5 a 9   | 160   |
| 92    | 0 a 4   | 108   |

## Economia
El 2007 la població en edat de treballar era de 2.041 persones, 1.440 eren actives i 601 eren inactives. De les 1.440 persones actives 1.361 estaven ocupades (743 homes i 618 dones) i 79 estaven aturades (45 homes i 34 dones). De les 601 persones inactives 150 estaven jubilades, 307 estaven estudiant i 144 estaven classificades com a «altres inactius».

### Ingressos
El 2009 a Vourles hi havia 1.043 unitats fiscals que integraven 3.065,5 persones, la mediana anual d'ingressos fiscals per persona era de 27.530 €.

### Activitats econòmiques
Dels 229 establiments que hi havia el 2007, 2 eren d'empreses extractives, 4 d'empreses alimentàries, 4 d'empreses de fabricació de material elèctric, 20 d'empreses de fabricació d'altres productes industrials, 26 d'empreses de construcció, 46 d'empreses de comerç i reparació d'automòbils, 9 d'empreses de transport, 8 d'empreses d'hostatgeria i restauració, 7 d'empreses d'informació i comunicació, 20 d'empreses financeres, 20 d'empreses immobiliàries, 34 d'empreses de serveis, 23 d'entitats de l'administració pública i 6 d'empreses classificades com a «altres activitats de serveis».
Dels 32 establiments de servei als particulars que hi havia el 2009, 1 era una oficina de correu, 1 una oficina bancària, 4 tallers de reparació d'automòbils i de material agrícola, 2 paletes, 2 guixaires pintors, 3 fusteries, 3 lampisteries, 5 electricistes, 1 empresa de construcció, 3 perruqueries, 3 restaurants i 4 agències immobiliàries.
Dels 12 establiments comercials que hi havia el 2009, 3 eren grans superfícies de material de bricolatge, 1 una botiga de més de 120 m², 2 fleques, 2 carnisseries, 1 una llibreria, 1 una botiga de roba, 1 una botiga d'equipament de la llar i 1 una botiga de material esportiu.
L'any 2000 a Vourles hi havia 18 explotacions agrícoles que ocupaven un total de 120 hectàrees.

## Equipaments sanitaris i escolars
L'únic equipament sanitari que hi havia el 2009 era una farmàcia.
El 2009 hi havia 2 escoles elementals. Vourles disposava d'un col·legi d'educació secundària amb 498 alumnes.

## Poblacions més properes
El següent diagrama mostra les poblacions més properes.